# Kanaal Goes - Goese Sas
Het Kanaal Goes - Goese Sas, ook wel Havenkanaal naar Goes of het Wilhelminakanaal genoemd, is een kanaal van ongeveer 5 kilometer lengte dat het centrum van Goes verbindt met de Oosterschelde. Het kanaal mondt uit in de Oosterschelde via de sluis van het Goese Sas. Aan het kanaal bevinden zich enkele jachthavens en er is een bescheiden industrieel havengebied in Goes, waar echter de woonwijk Goese Schans is gepland. Het kanaal vormt voeding voor de plas waaromheen de wijk Goese Meer is gebouwd.
In de verbinding tussen het kanaal en het Goese Meer is een drempel onder water gemaakt zodat alleen boten met een diepgang van 0,9 meter of minder hier voorbij kunnen. Op het kanaal en op het meer geldt een maximumsnelheid van 6 kilometer per uur.
Vroeger (17e eeuw), toen Goes nog aan het Schenge lag, omsloot de Goese vesting het stukje kanaal tot de monding.

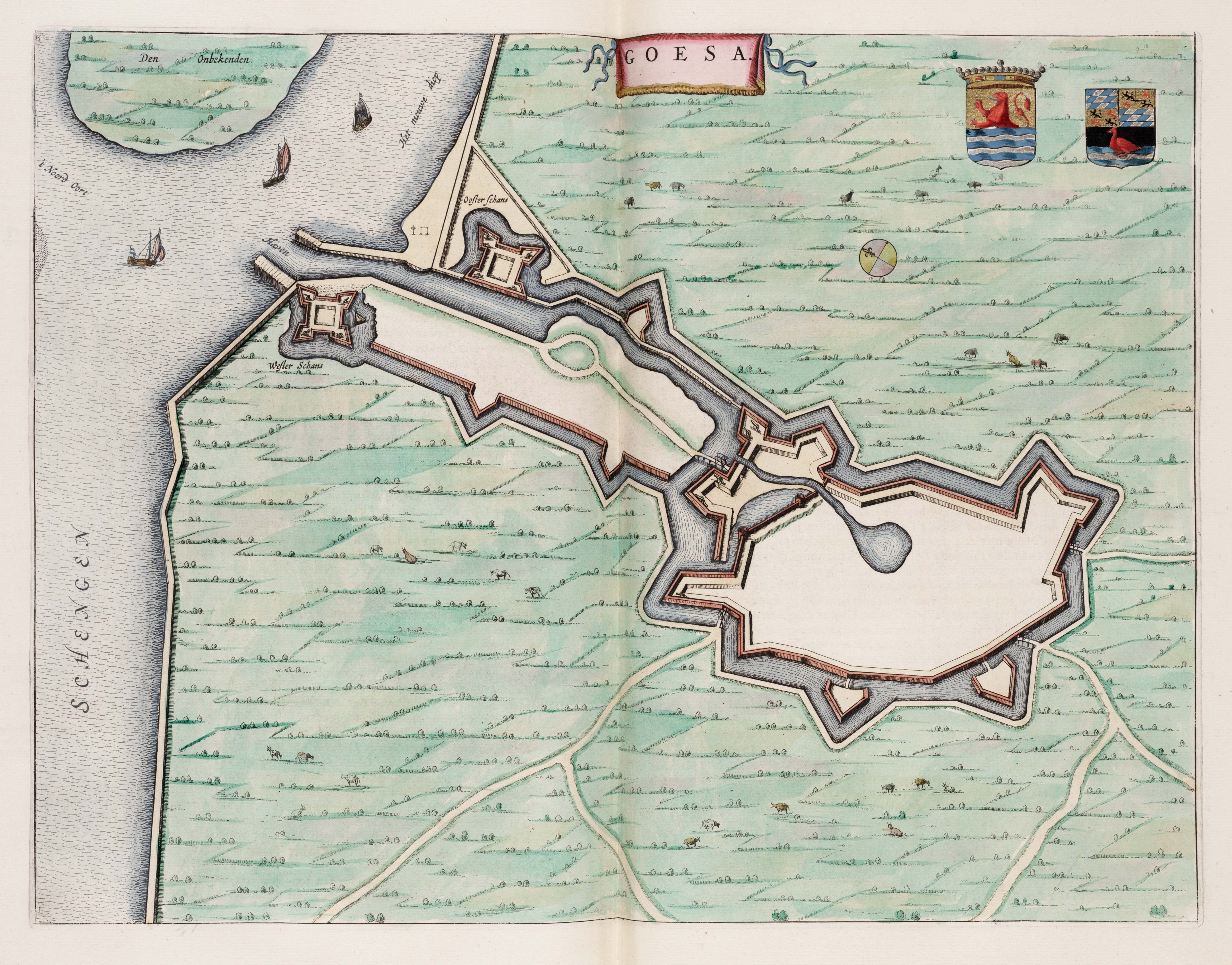
Goes, 1649 Blaeu'